# Epsilon Canis Majoris
Epsilon Canis Majoris (ε CMa, ε Canis Maioris), Adhara  é a segunda estrela mais brilhante da constelação do Cão Maior. O nome vem do árabe عذارى (‘aðāra’), que tem a conotação "(as) vírgens". Em chinês é conhecida como 弧矢七 ("sétima estrela do Arco e Flecha").
Adhara está a 470 anos luz da Terra, e é uma estrela binária. A estrela principal tem uma magnitude aparente de 1,5m, magnitude absoluta de −4.11m e classe espectral B2. Sua companheira tem a magnitude aparente de 7.5m, magnitude absoluta de −5.0m e está a um ângulo de 161°. Apesar do grande ângulo precisa-se de grandes telescópios para distinguir as duas, devido a grande diferença no brilho delas.
Na bandeira do Brasil representa o estado do Tocantins. Embora seja a mais brilhante dentre todas as estrelas de segunda grandeza, na bandeira está desenhada como se fosse de terceira.